# مقد سمر (الشحر)
'

تعديل مصدري - تعديل

مقد سمر هي إحدى قرى عزلة الشحر بمديرية الشحر التابعة لمحافظة حضرموت، بلغ تعداد سكانها 57 نسمة حسب تعداد اليمن لعام 2004.